# Bitwa o Wasylków
Bitwa o Wasylków – bitwa między wojskami Rosji i Ukrainy o miasto Wasylków, mająca miejsce 26 lutego 2022 podczas rosyjskiej inwazji na Ukrainę.

## Bitwa
Wczesnym rankiem 26 lutego spadochroniarze rosyjskich Wojsk Powietrznodesantowych rozpoczęli desantowanie w pobliżu Wasylkowa, 40 kilometrów na południe od Kijowa, próbując przejąć tamtejszą bazę lotniczą. W mieście doszło do ciężkich walk między rosyjskimi spadochroniarzami a ukraińskimi obrońcami.
Według ukraińskich urzędników o godz. 01:30 ukraiński myśliwiec Su-27 zestrzelił rosyjskiego Iljuszyna Ił-76 transportującego spadochroniarzy. O godz. 03:20 drugi Ił-76 został rzekomo zestrzelony nad pobliskim miastem Biała Cerkiew.
Burmistrz Wasylkowa, Natalia Balasynowycz, poinformowała, że w starciu zostało rannych ponad 200 Ukraińców. Później twierdziła, że siły ukraińskie odparły atak rosyjskich spadochroniarzy na bazę lotnictwa wojskowego w pobliżu miasta i centralnej ulicy, a sytuacja w mieście się uspokoiła. „The Wall Street Journal” poinformował, że siły ukraińskie patrolowały miasto rano i szukały rosyjskich maruderów.

## Następstwa
Wczesnym rankiem 27 lutego rosyjska rakieta uderzyła w skład ropy w Wasylkowie, podpalając go. 12 marca rosyjski atak rakietowy zniszczył bazę lotniczą.
2 kwietnia 2022 cały obwód kijowski, w którym znajduje się też Wasylków, po opuszczeniu tego obszaru przez wojska rosyjskie, został uznany przez ukraińskie Ministerstwo Obrony za „wolny od najeźdźców”.